# Жути Христос
Жути Христос (фр. Le Christ jaune) је слика коју је Пол Гоген насликао 1889. године у бретонском месту Понт-Авену. То је једно од кључних дела симболизма у сликарству.  Дело се чува у Галерији Олбрајт-Нокс у Бафалу на североистоку САД. 
Слика представља симболичну визију распећа Исуса Христоса које се дешава у Бретањи (северозападна Француска) 19. века. Око распећа су окупљене Бретонке у традиционалној одећи, које се моле. Гоген се ослања на одважне линије које дефинишу фигуре и користи сенчење само за жене. Боје које користи за сликање пејзажа су јесење: жута, црвена, зелена. Оне су као одраз жутог лика Христоса. 
За ову слику Гоген се инспирисао приказом распећа у капели Богородице од Тремалоа (фр. chapelle Notre-Dame de Trémalo) у Понт-Авену. 